# Reza Abbasi

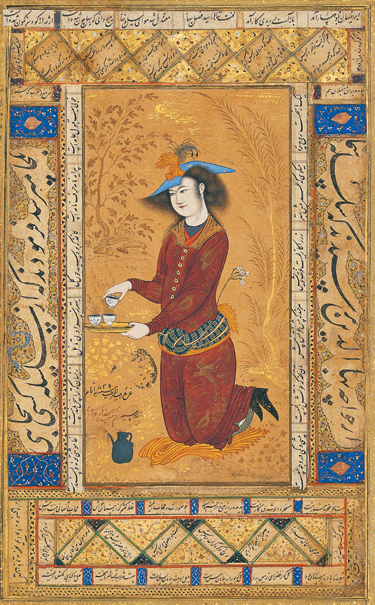
Saki Palacio Golesta, Isfahán.

Reza Abbasi  (de nombre completo Aqa Reza Reza-e 'abbasi, en ocasiones conocido como Reza; 1565 – 1635) fue el más conocido calígrafo, miniaturista y pintor persa de la escuela de Isfahán, la cual floreció durante el imperio safávida bajo el patronazgo del Sah Abbas I (1571 – 1629). Es considerado como uno de los principales pintores persas de todos los tiempos, en especial del arte safávida.

## Biografía

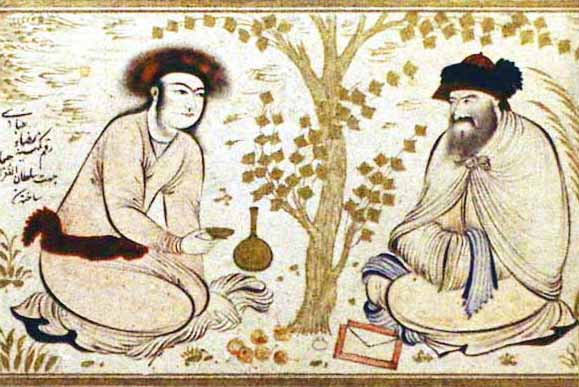
Príncipe joven y derviche Museo Metropolitano, Nueva York.

La fecha exacta de su nacimiento es desconocida. Comenzó su educación en el taller de su padre, Ali Asghar, que trabajaba en la corte del sah Ismail II (1537 – 1577), y fue recibido en el taller del Sah Abbas I sobre 1587. Para entonces, los encargos reales de libros ilustrados había disminuido, y los artistas del taller imperial los habían sustituido por miniaturas en álbumes, también muy apreciados por coleccionistas privados.
Cambió su nombre. Este hecho y el que a lo largo de su vida experimentara un cambio significativo en su obra llevó a estudiosos, sobre todo alemanes, de principios del siglo XX a establecer la hipótesis de que se tratara de dos maestros diferentes, aunque se ha demostrado que no fue así sí que se produjo un cambio significativo en su estilo. En sus dibujos en la primera mitad de la década de los 90 del siglo XVI muestra la influencia del artista Shaikh Muhammad, mientras que en la segunda mitad desarrolla un planteamiento más dinámico y con un estilo expresivo.
Para mejorar la dinámica, Reza comenzó a utilizar los trazos de diferentes espesores, lo que era nuevo para el arte de la pintura persa (aunque algunos estudiosos atribuyen esta innovación a Sadic Beck). Esas características son propias de las obras de Reza Abbasi-Yi en las décadas de los 80 y 90 del siglo XVI, entre las que se encuentran varias hojas separadas, y cuatro ilustraciones del libro «Shahnameh», que fueron creadas con ocasión de la subida al trono del Shah Abbas, pero no habían sido terminadas.
El joven artista demostró una excelente habilidad para la representación de los tejidos y texturas de la piel, los detalles y las características individuales. Introdujo en el repertorio de la pintura persa nuevos temas, como la mujer desnuda y derviches meditando.

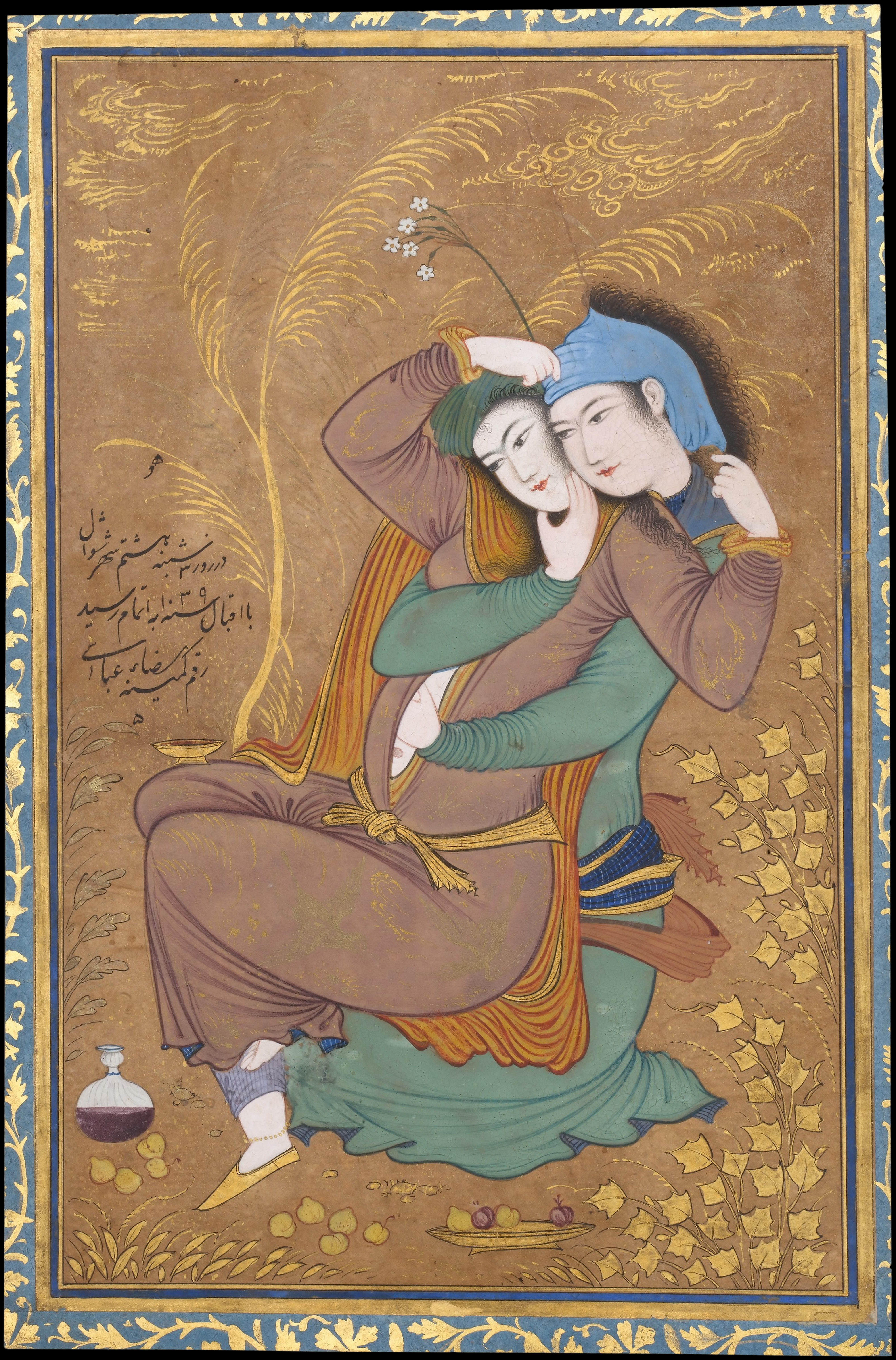
Dos amantes Museo Metropolitano, Nueva York.

A comienzos de los años 1600, cuando la capital de Persia se trasladó a Isfahán, el estilo de Reza alcanzó la madurez, y en parte perdió su espontaneidad. En 1603, a los 38 años, recibió el título honorífico de Abbasi; y poco después dejó el empleo del Shah, aparentemente debido a una "crisis de la mediana edad", en busca de una mayor libertad para asociarse con la gente "de mala vida", incluidos atletas, luchadores, cortesanas y demás figuras poco respetables. Una muestra es su Retrato del calígrafo, en el Museo Británico. En su obra se ve una nueva evolución, y es que la línea del dibujo es cada vez más cerrada. Entre 1603-1610 realizó una serie de imágenes de personas que vivían en el campo, y probablemente refleja la confusión del estado de ánimo del artista, así como el rechazo de la vida privada de la corte del shah.
En 1610 regresó a la corte, posiblemente debido a la falta de fondos, y continuo bajo las órdenes del Shah hasta su muerte. Su arte en este periodo se vuelve más pesado, perdiendo la fragilidad y la dinámica que era típica de los años 90 del siglo anterior. La paleta ha cambiado, y ya no aparecen jóvenes en las escenas.
En los años 20 del siglo XVII, Reza Abbasi, rindiendo tributo a su gran predecesor, Kamal al-Din Bihzad, creó varias obras sobre los motivos de sus dibujos.

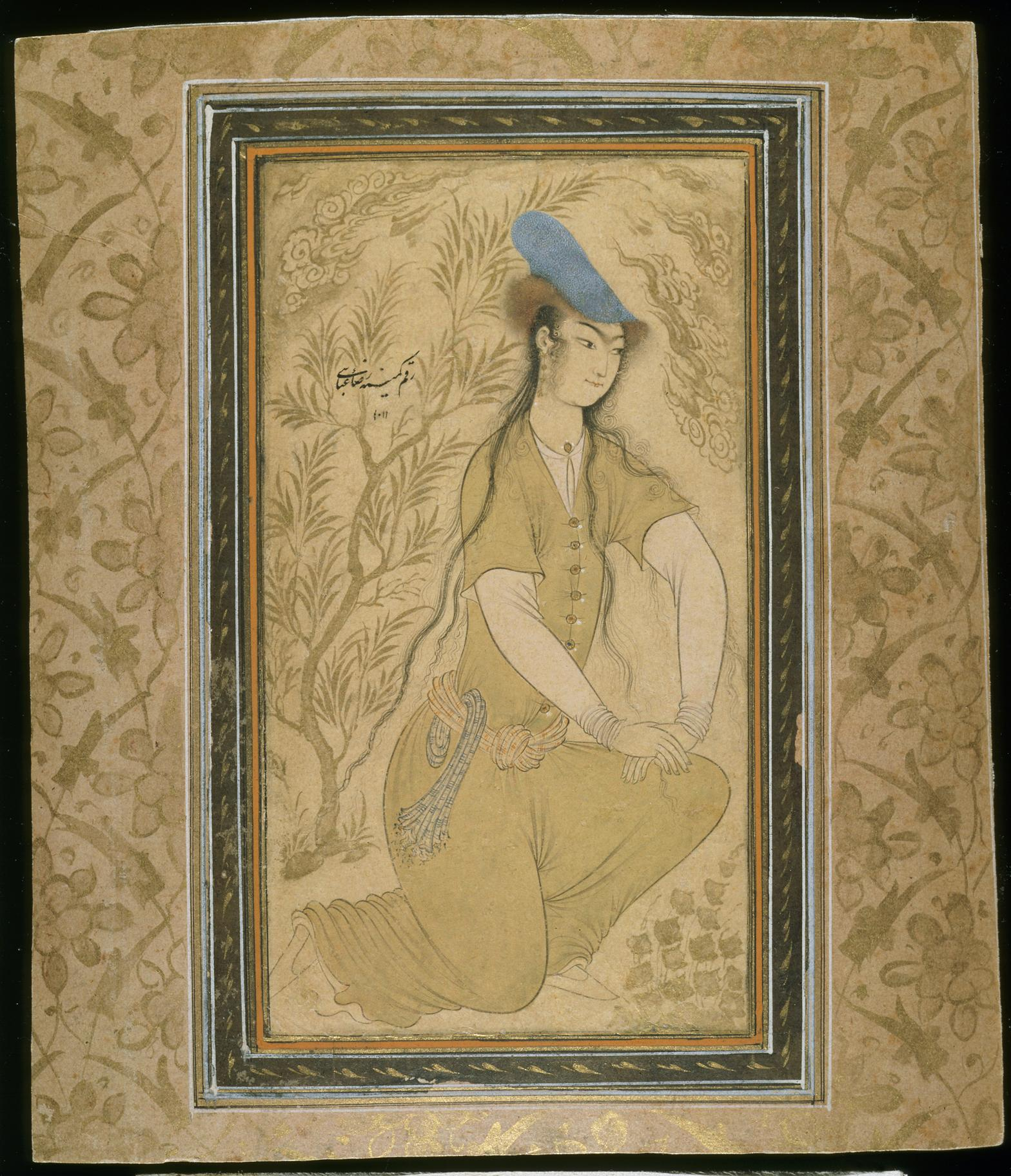
Chica con sombrero de piel Museo del Hermitage, San Petersburgo.

Con la excepción de las miniaturas en el libro «Khamisp» de Nizami, que en su mayor parte, fueron creadas por sus alumnos, sus últimas obras son una serie de retratos realizada en hojas separadas. En estos retratos desde 1630 hasta 1635 (el año de la muerte del artista), demostró su interés por la naturaleza y nuevos temas, tales como la mujer en los brazos de su amante, o personajes europeos. En los años 20 de ese siglo, llegaron los primeros visitantes europeos a la corte de Isfahán, y el artista representó a los iraníes con estilo europeo, su vestuario y sus costumbres. Reza nunca adoptó las técnicas artísticas que trajeron los portugueses, como el claroscuro o la perspectiva, sin embargo, para artistas posteriores, los seguidores del estilo de Reza, el arte europeo resultó irresistible, y la introducción de nuevos elementos cambió completamente el desarrollo de la pintura persa.
Reza Abbasi-Yi fue su hijo y también fue pintor. Los investigadores sugieren que tras la muerte de su padre, terminó algunas de sus obras inconclusas.

## Obra

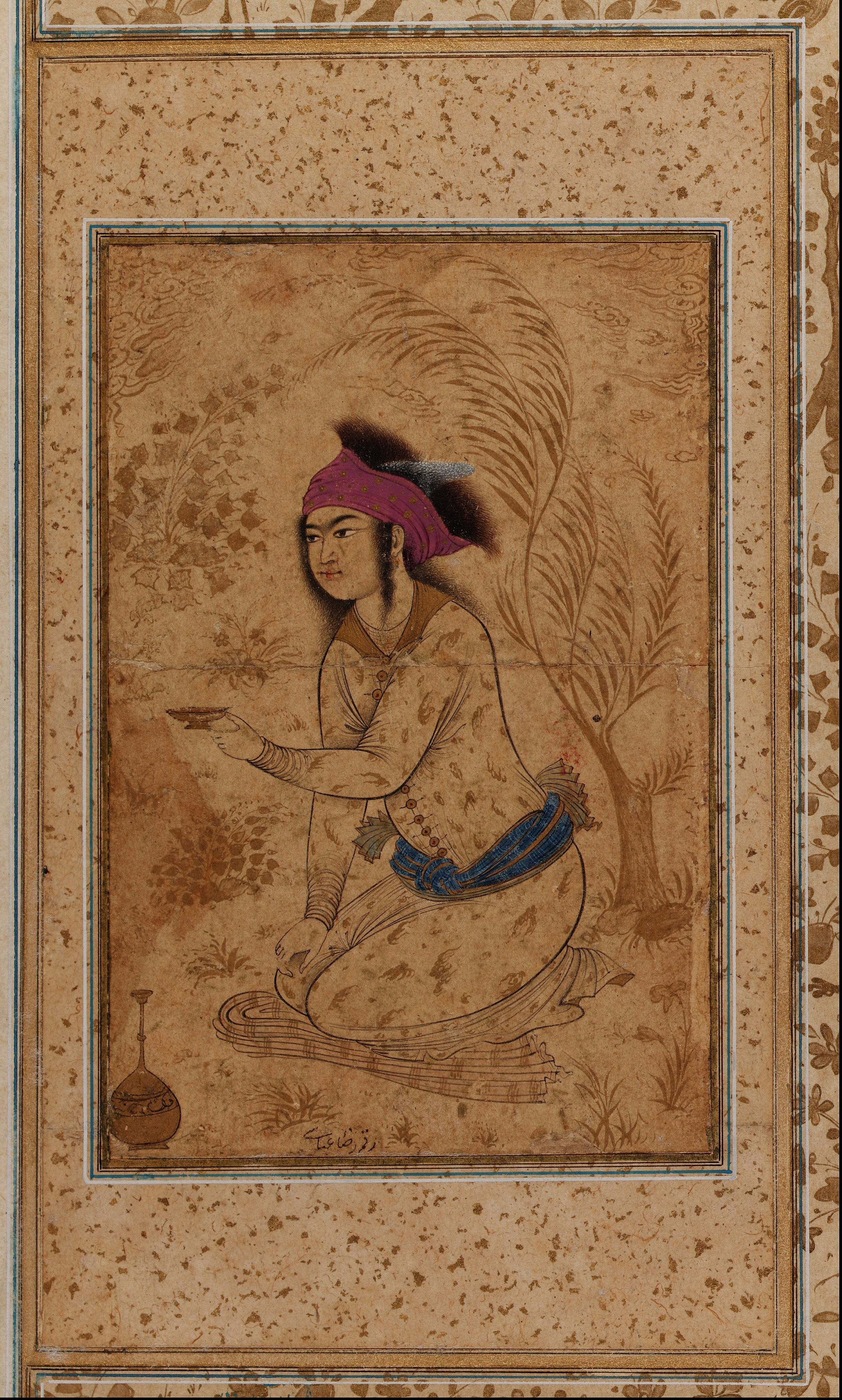
Joven arrodillado con taza de vino.

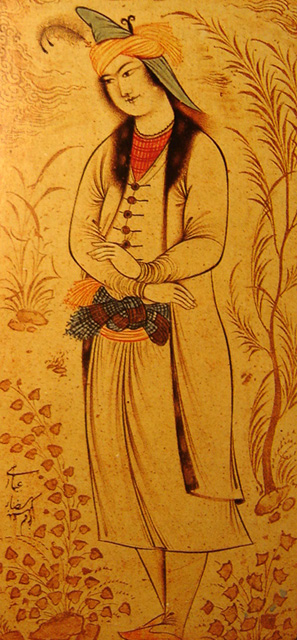
Príncipe Muhammad-Beik de Georgia.

Muchas de sus obras representan guapos jóvenes, a menudo en el papel de decantador de vino, que a veces son el centro de la mirada de admiración de un hombre mayor, lo que, de acuerdo con Louis Crompton, es una manifestación de la tradición persa de "apreciar la belleza juvenil masculina.”
Hoy en día, sus obras pueden verse en los grandes museos de Occidente, como el Instituto Smithsoniano de Washington D. C., el Museo del Louvre en París y el Museo Metropolitano de Arte de Nueva York.
Algunas de estas obras son:
- Desnudo echado (1590), Instituto Smithsoniano, Washington D. C.
- Mujer con abanico (1590-2), Instituto Smithsoniano, Washington D. C.
- Mujer con velo (1590-5), Instituto Smithsoniano, Washington D. C.
- Joven descalzo (1600), Instituto Smithsoniano, Washington D. C.
- Joven sentado (1600), Instituto Smithsoniano, Washington D. C.
- Chica con sombrero de piel (1602-3), Museo del Hermitage, San Petersburgo.
- Saki (1609), Palacio Golesta, Isfahán.
- Fiesta de convivencia (1612), Museo del Hermitage, San Petersburgo.
- Fiesta de convivencia (1612), Museo del Hermitage, San Petersburgo.
- Caja de espejo (1617), Instituto de Arte, Detroit.
- Mujer con espejo (1618), Instituto de Arte, Detroit.
- Príncipe joven y derviche (1625), Museo Metropolitano de Arte, Nueva York.
- Dos hombres amantes (1629-30), Museo Metropolitano, Nueva York.
- Retrato de un portugués (1629-30), Museo Metropolitano, Nueva York.
- Oficial de guardias (1634), Instituto de Arte, Detroit.
- Pastor (1634), GBP, San Petersbusgo.
- Príncipe Muhammad-Beg de Georgia.(c.1620) Museum fur Islamische Kunst, Berlín.